# Mistrzostwa Europy w Judo 2017
66. Mistrzostwa Europy w Judo odbyły się w dniach 20–23 kwietnia 2017 w Warszawie w hali Torwar.

## Medaliści

### Mężczyźni
| Konkurencja       | Złoto | Srebro | Brąz |
| do 60 kg          | Robert Mszwidobadze | Janisław Gerczew | Orxan Səfərov Francisco Garrigós |
| do 66 kg          | Heorhij Zantaraja | Adrian Gomboc | Nicat Şıxəlizadə Matej Poliak |
| do 73 kg          | Hidayət Heydərov | Musa Moguszkow | Rüstəm Orucov Tommy Macias |
| do 81 kg          | Ałan Chubiecow | Dominic Ressel | Asłan Łappinagow Dominik Družeta |
| do 90 kg          | Aleksandar Kukolj | Axel Clerget | Beka Ghwiniaszwili Chusien Chałmurzajew |
| do 100 kg         | Elxan Məmmədov | Cyrille Maret | Kiriłł Dienisow Kazbiek Zankiszyjew |
| powyżej 100 kg    | Guram Tusziszwili | Adam Okruaszwili | Lukáš Krpálek Roy Meyer |
| turniej drużynowy | Gruzja · Fridon Gigani · Beka Ghwiniaszwili · Lasza Giunaszwili · Uszangi Margiani · Waża Margwelaszwili · Adam Okruaszwili · Zebeda Rechwiaszwili · Lasza Szawdatuaszwili · Guram Tusziszwili | Rosja · Abdula Abdulżaliłow · Anzaur Ardanow · Chusien Chałmurzajew · Dienis Jarcew · Dienis Kalinin · Łali Kurżiew · Magomed Magomiedow · Renat Sajdow · Stanisław Siemienow · Andriej Wołkow | Węgry · Ákos Bartha · Barna Bor · Miklós Cirjenics · László Csoknyai · Frigyes Szabó · Gábor Vér · Ukraina · Stanisław Bondarenko · Gework Chaczatrian · Jakiw Chammo · Dmytro Kaniwiec · Siergiej Kriwczacz · Quedjau Nhabali · Wadym Syniawski |

### Kobiety
| Konkurencja       | Złoto | Srebro | Brąz |
| do 48 kg          | Darja Biłodid | Irina Dołgowa | Monica Ungureanu Éva Csernoviczki |
| do 52 kg          | Majlinda Kelmendi | Alesia Kuzniecowa | Evelyne Tschopp Joana Ramos |
| do 57 kg          | Priscilla Gneto | Theresa Stoll | Nora Gjakova Hélène Receveaux |
| do 63 kg          | Tina Trstenjak | Margaux Pinot | Alice Schlesinger Kathrin Unterwurzacher |
| do 70 kg          | Sanne van Dijke | Giovanna Scoccimarro | Barbara Matić Marie-Ève Gahié |
| do 78 kg          | Audrey Tcheuméo | Guusje Steenhuis | Abigél Joó Natalie Powell |
| powyżej 78 kg     | Maryna Słucka | Switłana Jariomka | Carolin Weiß Larisa Cerić |
| turniej drużynowy | Francja · Emilie Andéol · Amandine Buchard · Sama Hawa Camara · Mélanie Clément · Marie-Ève Gahié · Margaux Pinot · Hélène Receveaux · (Priscilla Gneto) | Polska · Anna Borowska · Katarzyna Kłys · Julia Kowalczyk · Sandra Lickun · Agata Ozdoba-Błach · Beata Pacut · Karolina Pieńkowska · Karolina Tałach · Anna Załęczna | Chorwacja · Maja Blagojević · Ivana Maranić · Barbara Matić · Marijana Mišković · Tena Šikić · Ivana Šutalo · Tihea Topolovec · Niemcy · Nadja Bazynski · Sappho Çoban · Nieke Nordmeyer · Giovanna Scoccimarro · Theresa Stoll · Martyna Trajdos · Anna-Maria Wagner · Carolin Weiß |

## Tabela medalowa
| Miejsce | Państwo              | Złoto | Srebro | Brąz | Razem |
| ------- | -------------------- | ----- | ------ | ---- | ----- |
| 1       | Francja              | 3     | 3      | 2    | 8     |
| 2       | Rosja                | 2     | 4      | 4    | 10    |
| 3       | Gruzja               | 2     | 1      | 1    | 4     |
| 3       | Ukraina              | 2     | 1      | 1    | 4     |
| 5       | Azerbejdżan          | 2     | 0      | 3    | 5     |
| 6       | Holandia             | 1     | 1      | 1    | 3     |
| 7       | Słowenia             | 1     | 1      | 0    | 2     |
| 8       | Kosowo               | 1     | 0      | 1    | 2     |
| 9       | Białoruś             | 1     | 0      | 0    | 1     |
| 9       | Serbia               | 1     | 0      | 0    | 1     |
| 11      | Niemcy               | 0     | 3      | 2    | 5     |
| 12      | Bułgaria             | 0     | 1      | 0    | 1     |
| 12      | Polska               | 0     | 1      | 0    | 1     |
| 14      | Chorwacja            | 0     | 0      | 3    | 3     |
| 14      | Węgry                | 0     | 0      | 3    | 3     |
| 16      | Wielka Brytania      | 0     | 0      | 2    | 2     |
| 17      | Austria              | 0     | 0      | 1    | 1     |
| 17      | Bośnia i Hercegowina | 0     | 0      | 1    | 1     |
| 17      | Czechy               | 0     | 0      | 1    | 1     |
| 17      | Hiszpania            | 0     | 0      | 1    | 1     |
| 17      | Portugalia           | 0     | 0      | 1    | 1     |
| 17      | Rumunia              | 0     | 0      | 1    | 1     |
| 17      | Słowacja             | 0     | 0      | 1    | 1     |
| 17      | Szwajcaria           | 0     | 0      | 1    | 1     |
| 17      | Szwecja              | 0     | 0      | 1    | 1     |

## Terminarz
| Data        | Konkurencja                          | Godzina |                |
| ----------- | ------------------------------------ | ------- | -------------- |
| 20 kwietnia | do 48 kg kobiet                      | 11:00   | Eliminacje     |
| 20 kwietnia | do 48 kg kobiet                      | 16:00   | Runda Finałowa |
| 20 kwietnia | do 52 kg kobiet                      | 11:00   | Eliminacje     |
| 20 kwietnia | do 52 kg kobiet                      | 16:00   | Runda Finałowa |
| 20 kwietnia | do 57 kg kobiet                      | 11:00   | Eliminacje     |
| 20 kwietnia | do 57 kg kobiet                      | 16:00   | Runda Finałowa |
| 20 kwietnia | do 60 kg mężczyzn                    | 11:00   | Eliminacje     |
| 20 kwietnia | do 60 kg mężczyzn                    | 16:00   | Runda Finałowa |
| 20 kwietnia | do 66 kg mężczyzn                    | 11:00   | Eliminacje     |
| 20 kwietnia | do 66 kg mężczyzn                    | 16:00   | Runda Finałowa |
| 21 kwietnia | do 63 kg kobiet                      | 11:00   | Eliminacje     |
| 21 kwietnia | do 63 kg kobiet                      | 16:00   | Runda Finałowa |
| 21 kwietnia | do 70 kg kobiet                      | 11:00   | Eliminacje     |
| 21 kwietnia | do 70 kg kobiet                      | 16:00   | Runda Finałowa |
| 21 kwietnia | do 73 kg mężczyzn                    | 11:00   | Eliminacje     |
| 21 kwietnia | do 73 kg mężczyzn                    | 16:00   | Runda Finałowa |
| 21 kwietnia | do 81 kg mężczyzn                    | 11:00   | Eliminacje     |
| 21 kwietnia | do 81 kg mężczyzn                    | 16:00   | Runda Finałowa |
| 22 kwietnia | do 78 kg kobiet                      | 11:00   | Eliminacje     |
| 22 kwietnia | do 78 kg kobiet                      | 16:00   | Runda Finałowa |
| 22 kwietnia | powyżej 78 kg kobiet                 | 11:00   | Eliminacje     |
| 22 kwietnia | powyżej 78 kg kobiet                 | 16:00   | Runda Finałowa |
| 22 kwietnia | do 90 kg mężczyzn                    | 11:00   | Eliminacje     |
| 22 kwietnia | do 90 kg mężczyzn                    | 16:00   | Runda Finałowa |
| 22 kwietnia | do 100 kg mężczyzn                   | 11:00   | Eliminacje     |
| 22 kwietnia | do 100 kg mężczyzn                   | 16:00   | Runda Finałowa |
| 22 kwietnia | powyżej 100 kg mężczyzn              | 11:00   | Eliminacje     |
| 22 kwietnia | powyżej 100 kg mężczyzn              | 16:00   | Runda Finałowa |
| 23 kwietnia | turnieje drużynowe mężczyzn i kobiet | 11:00   | Eliminacje     |
| 23 kwietnia | turnieje drużynowe mężczyzn i kobiet | 16:00   | Runda Finałowa |

## Polacy
| Zawodnik / Zawodniczka | Konkurencja       | 1/32 finału    | 1/16 finału            | 1/8 finału                | Ćwierćfinał             | Repasaż                 | Półfinał                | Finał / 3. miejsce      |                         |
| ---------------------- | ----------------- | -------------- | ---------------------- | ------------------------- | ----------------------- | ----------------------- | ----------------------- | ----------------------- | ----------------------- |
| Patryk Wawrzyczek      | do 66 kg          | –              | Zantaraja P 000–010    | Nie zakwalifikował się    | Nie zakwalifikował się  | Nie zakwalifikował się  | Nie zakwalifikował się  | Nie zakwalifikował się  |                         |
| Aleksander Beta        | do 66 kg          | –              | Lukoševičius W 110–000 | Chan-Magomiedow P 000–020 | Nie zakwalifikował się  | Nie zakwalifikował się  | Nie zakwalifikował się  | Nie zakwalifikował się  |                         |
| Jakub Kubieniec        | do 81 kg          | Wolny los      | Martinho P 000–010     | Nie zakwalifikował się    | Nie zakwalifikował się  | Nie zakwalifikował się  | Nie zakwalifikował się  | Nie zakwalifikował się  |                         |
| Damian Szwarnowiecki   | do 81 kg          | Wolny los      | Došen W 110–000        | Chubiecow P 000–010       | Nie zakwalifikował się  | Nie zakwalifikował się  | Nie zakwalifikował się  | Nie zakwalifikował się  |                         |
| Piotr Kuczera          | do 90 kg          | Wolny los      | Žilka W 010–000        | Chałmurzajew P 000–010    | Nie zakwalifikował się  | Nie zakwalifikował się  | Nie zakwalifikował się  | Nie zakwalifikował się  |                         |
| Patryk Ciechomski      | do 90 kg          | Wolny los      | Kaljulaid P 000–110    | Nie zakwalifikował się    | Nie zakwalifikował się  | Nie zakwalifikował się  | Nie zakwalifikował się  | Nie zakwalifikował się  |                         |
| Jakub Wójcik           | do 100 kg         | Fara P 000–100 | Nie zakwalifikował się | Nie zakwalifikował się    | Nie zakwalifikował się  | Nie zakwalifikował się  | Nie zakwalifikował się  | Nie zakwalifikował się  |                         |
| Maciej Sarnacki        | powyżej 100 kg    | –              | Allerstorfer W 100–000 | Bor W 100–000             | Sadiković W 100–000     | –                       | Okruaszwili P 000–020   | Krpálek P 000–100       |                         |
| Kamil Grabowski        | powyżej 100 kg    | –              | Adıyaman W 110–000     | Tusziszwili P 000–110     | Nie zakwalifikował się  | Nie zakwalifikował się  | Nie zakwalifikował się  | Nie zakwalifikował się  | Nie zakwalifikował się  |
| Polska                 | turniej drużynowy | –              | –                      | Węgry · P 2–3             | Nie zakwalifikowali się | Nie zakwalifikowali się | Nie zakwalifikowali się | Nie zakwalifikowali się |                         |
| Ewa Konieczny          | do 48 kg          | –              | Diogo W 010–000        | Czerniak P 000–010        | Nie zakwalifikowała się | Nie zakwalifikowała się | Nie zakwalifikowała się | Nie zakwalifikowała się | Nie zakwalifikowała się |
| Karolina Pieńkowska    | do 52 kg          | –              | Giles P 000–020        | Nie zakwalifikowała się   | Nie zakwalifikowała się | Nie zakwalifikowała się | Nie zakwalifikowała się | Nie zakwalifikowała się | Nie zakwalifikowała się |
| Agata Perenc           | do 52 kg          | –              | Keliger W 010–000      | Krasniqi P 000–100        | Nie zakwalifikowała się | Nie zakwalifikowała się | Nie zakwalifikowała się | Nie zakwalifikowała się | Nie zakwalifikowała się |
| Julia Kowalczyk        | do 57 kg          | –              | Bergstra P 000–020     | Nie zakwalifikowała się   | Nie zakwalifikowała się | Nie zakwalifikowała się | Nie zakwalifikowała się | Nie zakwalifikowała się | Nie zakwalifikowała się |
| Anna Borowska          | do 57 kg          | –              | Wolny los              | Gjakova P 030–100         | Nie zakwalifikowała się | Nie zakwalifikowała się | Nie zakwalifikowała się | Nie zakwalifikowała się | Nie zakwalifikowała się |
| Karolina Tałach        | do 63 kg          | –              | Vermeer W 100–000      | Schlesinger P 000–110     | Nie zakwalifikowała się | Nie zakwalifikowała się | Nie zakwalifikowała się | Nie zakwalifikowała się | Nie zakwalifikowała się |
| Agata Ozdoba           | do 63 kg          | –              | Wolny los              | Unterwurzacher P 000–110  | Nie zakwalifikowała się | Nie zakwalifikowała się | Nie zakwalifikowała się | Nie zakwalifikowała się | Nie zakwalifikowała się |
| Katarzyna Kłys         | do 70 kg          | –              | Wolny los              | Ausma W 100–000           | Matić P 000–010         | Samardžić W 010–000     | –                       | Gahié P 000–110         |                         |
| Beata Pacut            | do 78 kg          | –              | –                      | Powell P 000–100          | Nie zakwalifikowała się | Nie zakwalifikowała się | Nie zakwalifikowała się | Nie zakwalifikowała się |                         |
| Polska                 | turniej drużynowy | –              | –                      | –                         | Wolny los               | –                       | Niemcy · W 3–2          | Francja · P 0–5         |                         |